# Элия София
Э́лия Софи́я (греч. Αίλια Σοφία, лат. Aelia Sophia; около 530, Константинополь — не ранее 601, Константинополь) — византийская императрица, супруга императора Юстина II. Во время его недееспособности из-за болезни, выступала в качестве регента. Наследников императору не обеспечила.

## Биография
Согласно Иоанну Эфесскому, приходилась племянницей знаменитой императрице Феодоре, супруге императора Юстиниана Великого. По утверждению академика Ф. И. Успенского, она «унаследовала до известной степени черты властного характера тетки своей».
После воцарения своего супруга была им венчана как августа. По настоянию Софии Юстин усыновил и сделал своим соправителем Тиберия, а в 568 году - отправил в отставку полководца Нарсеса, любимца своего предшественника Юстиниана. По сообщению Павла Диакона, София направила полководцу послание с предложением стать надсмоторщиком за рабынями-прядильщицами в гинекее (намёк, что это более подходящее занятие в его возрасте, чем руководить войсками). Нарсес поселился в своём имении близ Неаполя и, по одной из версий, из мести к Юстину II призвал в Италию лангобрадов, с нашествием которых не сумели справиться последующие генералы и экзархи императора.
В последний период жизни Юстина София, по причине тяжёлой болезни императора, была регентом при нём. В это время она добилась перемирия с иранским царём Хосровом I.
По сообщению хронографии Феофана, после смерти своего мужа и восшествия на престол императора Тиберия София рассчитывала стать его женой и остаться августой. Однако Тиберий уже был женат и венчал августой свою жену Анастасию. Для Софии «построил царь Тиверий дворец в пристани Юлиановой, и назвал его по имени Софьи жены Юстиновой. И поместил Софью в этом дворце, дав ей и кубикулариев для услуги, и приказал почитать её, как свою мать; устроил также и баню и все, что нужно для её удобств». Несмотря на оказанные ей почести, София устроила заговор с целью сместить Тиберия и передать трон его другу, Юстиниану, сыну Германа (двоюродного брата Юстиниана I). Заговор был подавлен, Софию лишили состояния, и с ноября 580 года она проживала на положении частного лица под надзором людей Тиберия. Скончалась после 601 года.

## Дети
- Юстус (умер до 565).
- Аравия. Ещё до прихода её отца к власти была выдана замуж за куропалата Бадуария, экзарха Равенны.